# 熊谷直子
熊谷 直子（くまがい なおこ、1971年8月8日 - ）は、日本の女性キックボクサー、プロボクサー。山梨県出身。身長160cm。

## 概要
1986年、15歳で山梨県中巨摩郡敷島町のキックボクシングジム不動館に入門。
17歳でタイでキックボクサーとしてのプロデビューを果たした。
1994年10月14日に女子だけのキックボクシング興行を行い、自身はメインイベントでレジーナ・ハルミッヒと対戦し1ラウンドKOで勝利した。
1998年5月22日、マーシャルアーツ日本キックボクシング連盟興行でMAの女子エースだった神風杏子と対戦し、4R2分46秒KO勝ち。この試合は同門・三井綾の急性肺炎による欠場を受けて10日間の準備期間で出場、急な減量とともに高熱という悪いコンディションでの試合となった。神風は1Rに肩を脱臼して満足にパンチが出せない状況であった。
1998年12月26日、MA興行「REVOLUTION」のUKF世界女子ジュニアフェザー級タイトルマッチで王者である神風と再戦。4R1分19秒KO勝ち（3ダウン）で王座を獲得した。
1999年11月7日、龍生塾主催「SHOOT!!ザ・超合金～バトル・クィーン・グランプリ」に出場。1回戦で岡本千代子にKO勝ち、準決勝でジェット・イズミに判定勝ち、決勝では同門・中沢夏美にKO勝ちで優勝を果たした。
1999年11月30日付けで同門・中沢夏美とともに、全日本キックボクシング連盟から退会した。
2000年3月23日、日本女子ボクシング協会「LADY GO! 2000」でプロボクシングデビュー。エレーナ・カルパチョーヴァ（ロシア）と対戦（2分3R）し、2-1の判定勝ち。
2000年11月22日、LLPW「L-1 2000 THE STRONGEST LADY」でランプーン・シイキョウ（タイ）とムエタイルールで対戦し、判定勝ち。
2002年10月27日、IKUSA興行でヌアンシエンと対戦予定であったが負傷によりアリサン・ケーシーに変更となった。しかし、ケーシーが会場に姿を現さず試合は中止となり、早千予と2分2Rのエキシビションマッチを行った。
2003年3月に事実上引退し、以降は宝飾関係商社の経営に携わっている。
2008年5月のJ-GIRLS中継（スカイ・A sports+）で解説者として登場した。

## 獲得タイトル
- WKA世界女子ムエタイフライ級王座[1]
- WKA世界女子ムエタイバンタム級王座[1]
- UKF世界女子スーパーバンタム級王座[1]

## 余談
映画『ジャッカス・ザ・ムービー』には本人役で登場している。